# Альтернативна історія (фантастика)

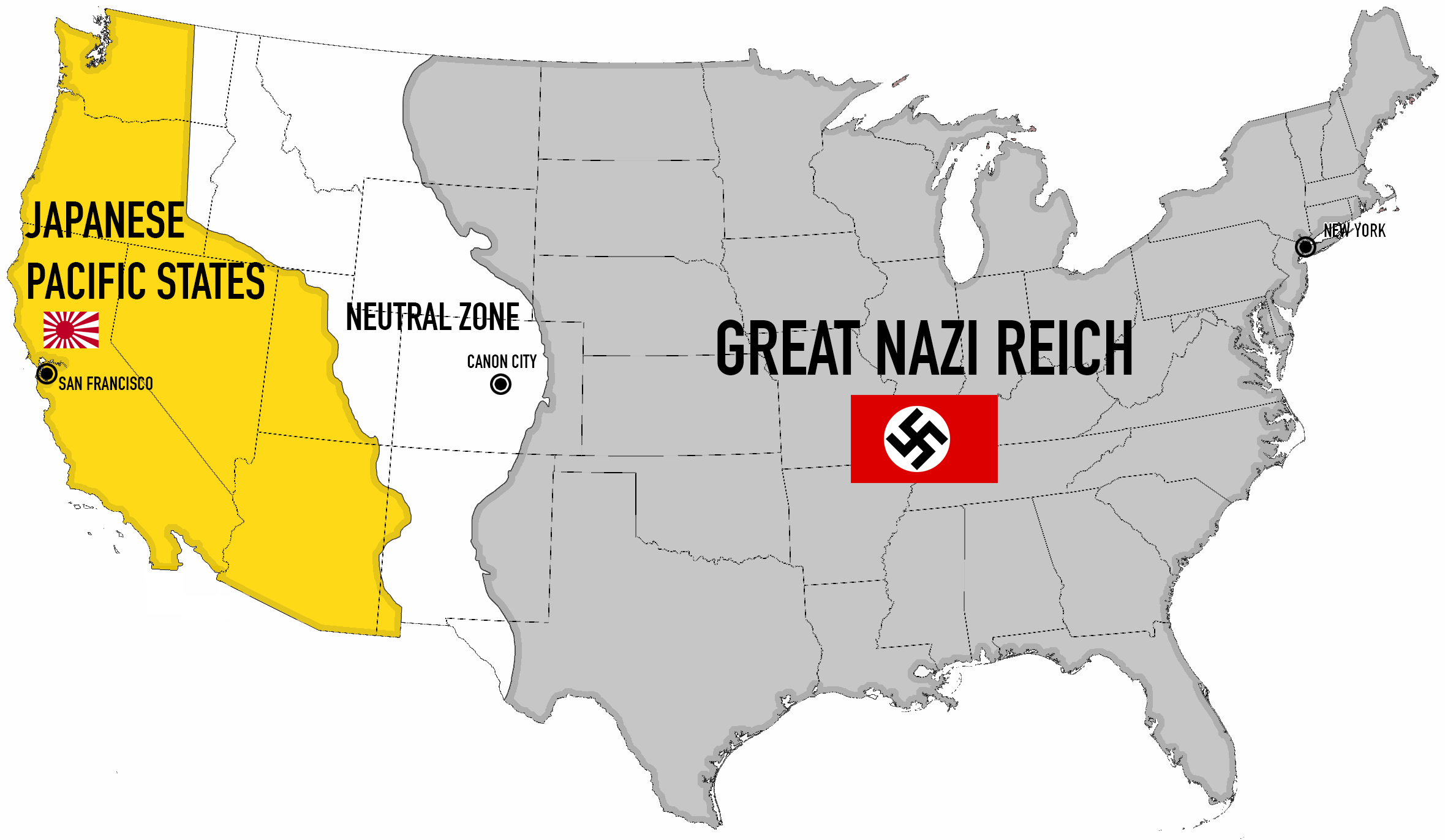
США альтернативних 1960-х у романі «Людина у високому замку»

Альтернативна історія — жанр фантастики, присвячений зображенню реальності, яка могла б настати, якби історія, в один зі своїх переломних моментів (точок біфуркації або точок розвилки) пішла іншим шляхом.

## Особливості жанру
Для творів альтернативної історії необхідні три умови: 1) точка розбіжності з історичними подіями до часу появи твору; 2) зміна, яка спрямувала історію в інакшому від відомого напрямку; і 3) аналіз наслідків цієї зміни. Твори не можуть вважатися альтернативною історією, якщо свого часу описували майбутнє, що реалізувалося інакше.
Згідно з українською дослідницею Ольгою Поліщук, до створення альтернативно-історичних творів спонукають:
- Глибоке розчарування в навколишньому світі, за якого обраний історичний шлях розглядається як не єдино можливий, а значить існували й інші шляхи вибору, з певних причин нереалізовані.
- Прагнення виправити події, що, на погляд авторів, були історичною помилкою чи несправедливістю.
- Прагнення позбутися комплексу меншовартості своєї нації. Цей мотив притаманний письменникам тих країн, які тривалий час перебували під гнітом інших. У їхніх творах, як правило, пригноблена країна розвивається за докорінно іншим сценарієм[2].

## Піджанри і споріднені жанри
- Псевдоальтернативна історія — в якій відхилення від відомого перебігу подій виникло через втручання сторонніх осіб або магії (а не закономірного розвитку суспільства чи випадковості);
- криптоісторія — описує приховані або неявні розвилки історії, що призвели до сучасного історичного розвитку, або події, які лишилися невідомими;
- перспективна історія — можливий сценарій історичного розвитку майбутнього за тієї умови, що розвилка відбувається в сучасності;
- історична фантастика (історичне фентезі) — сценарії розвитку паралельних світів та інших планет;
- альтернативна еволюція — можливий сценарій біологічного розвитку нашої чи іншої планети;
- постапокаліптика — опис цивілізації після катаклізму;
- ретропанк — альтернативний розвиток людства, зумовлений перевагою певної технології в минулому, як-от стімпанк[3][4].
- метаісторія — твори, в яких реалізуються декілька альтерантивних перебігів подій[5].

## Розвиток жанру
Найперший приклад альтернативної історії можна знайти в «Ab Urbe Condita Libri» Лівія, де автор міркував, що сталося б з Римом, якби Александр Македонський вижив і почав запланований похід на захід. Лівій дійшов висновку, що римляни, швидше за все, перемогли б Александра.
Кардинал і доктор Церкви Пітер Даміан в XI столітті в праці «De Divina Omnipotentia» розглядав питання, пов'язані з межами божественної влади, включаючи питання про те, чи може Бог змінити минуле, наприклад, зробити так, щоби Рим ніколи не був заснований.
Найдавнішим прикладом альтернативно-історичного художнього роману можуть вважатися «Дивовижній історії про Алроя» Бенджаміна Дізраелі (1833), в якій описується світова імперія дванадцятого століття, створена в Багдаді месією-самозванцем. Проте першим масовим твором альтернативної історії може бути «Історія всесвітньої монархії: Наполеон і завоювання світу» (1812—1832) Луї Жоффруа, у якому розповідається про перемогу Наполеона під час вторгнення в Росію в 1812 році та подальше вторгнення в Англію в 1814 році, що об'єднує світ під владою Бонапарта. Інші ранні приклади включають утопічні переосмислення ранніх років США в книгах «Арістопія: романтична історія Нового Світу» (1895) Кастелло Н. Голфорда, «Це ще може трапитися: розповідь про вторгнення Бонапарта в Англію» Едмунда Лоуренса (1899), «Кульмінація: або, що могло бути: роман про Велику Республіку» Чарльз Фелтона Підгіна (1902) та «Що могло бути: історія громадянської війни» (1907) Ернеста Брамага. Альтернативні історії використовуються сатирично такими письменниками, як Р. Егертон Свартаут у «Це могло статися» (1934) та Марганіта Ласкі в «Небі Торі» (1948).
Після Другої світової війни поштовх альтернативно-історичній фантастиці дали есе, написані для журналу «Look»: «Якби Південь виграв громадянську війну» (1960) Мак-Кінлі Кантора та «Якби Гітлер виграв Другу світову війну» (1961) Вільяма Л. Ширера. Традиція була продовжена в «Людина у високому замку» (1962) Філіпа Діка, «Це сталося тут» (1963), «Гітлер переміг» Фредеріка Малаллі (1975) і «SS-GB» (1978) Лена Дейтона. Крім перемоги/поразки Гітлера, важливою поворотною точкою історії розглядалося створення атомної бомби. В романі Рональда В. Кларка: «Бомба королеви Вікторії» (1967) атомна бомба розробляється набагато раніше, а в «Бомба, яка зазнала збою» (1969) її поява на історичній сцені затримується. Постійну популярність альтернативних історій серед мейнстримних письменників додатково ілюструють «Білий лотос» Джона Герсі (1965), «Ада» Володимира Набокова (1969), «Індіанці перемогли» Мартіна Круза Сміта (1970), «Умовно минуле минуле» Гвідо Морселлі (1975).
На початку двадцятого століття Мюррей Лейнстер представив ідею альтернативних світів у «Побічно в часі» (1934). Стенлі Дж. Вайнбаум реалізував альтернативно-історичний сюжет у комедії «Світ „Якщо“» (1935); але першою серйозною спробою побудувати історію альтернативних багатьох світів в науково-фантастичному антуражі стала книга Лайона Спрег де Кемпа «Напад темряви» (1939), де мандрівник у часі намагається усунути чи пом'якшити минулі скрутні часи. В «Колесах Якщо» (1940) де Камп показав Америку, що могла виникнути в результаті колонізації скандинавами в десятому столітті. В «Щоб не впала темрява» та «Агент Візантії» (збірка 1986) Гаррі Тертлдова описується 1500 років Римської імперії, котра простояла до сьогодення.
Контроль альтернативних історій зображений у романі Айзека Азімова «Кінець вічності» (1955). Одна з найперших «поліцій часу», організацій, що захищає історію від втручань у її перебіг, представлена в «Домі багатьох світів» Сема Мервіна-молодшого (1951) і «Три обличчя часу» (1953) та «Подорож до Мізенуму» (1955). Найвідоміша серія творів цього спрямування — «Патруль часу» Пола Андерсона.
В романі «Осама» (2011) Лаві Тідара зображено світ, де глобальний тероризм ніколи не виник, а Осама бін Ладен з його терактами є персонажем книги. Подібного ефекту в нефантастичному контексті досягає Ієн Мак'юен у «Спокуті» (2001), де значна частина оповіді виявляється частиною роману одного з персонажів, а також Пітер Страуб у «Загублений хлопець, загублена дівчина» (2003) і «В нічній кімнаті» (2004), де перший роман виявляється цілком вигадкою в контексті другого.
У 2010-і роки та на початку 2020-х альтернативна історія набула найбільшого розквіту, зокрема на телебаченні. Серіали «Людина у високому замку» (2015-2019), «SS-GB» (2017), «Змова проти Америки» (2020) та «Мисливці» (2020) зображали актуальні проблеми глобальної фінансової кризи, занепокоєння щодо імміграції, зростання правого популізму, занепокоєння змінами клімату через образ німецького нацизму, що панує в альтернативному світі чи прагне до панування за обставин, відмінних від історичних. До тривог західного світу додалася тема ісламського тероризму, конкуренції з боку Китаю та зростання впливу Росії — і відповідно загострили невпевненість у сьогоденні та майбутньому.

## Альтернативна історія в українській фантастиці
Василь Кожелянко в романі «Дефіляда в Москві» (2000) описує інакший перебіг Другої світової війни, де Україна виборює незалежність і після спільної перемоги з Німеччиною над Росією, планує продовжити боротьбу вже проти Гітлера.
Сатирична антиутопія Олександра Ірванця «Рівне/Ровно (Стіна)» (2006) описує місто Рівне, яке розділила схожа на Берлінську Стіна. Події його ж книги «Харків 1938» (2017) відбуваються в світі, де Україна не стала частиною СРСР, а існує як Українська Робітничо-Селянська Республіка.
Петро Яценко в романі «Нечуй. Немов. Небач: кінороман» (2017) зосереджується на альтернативній біографії Івана Нечуя-Левицького, що живе в світі розвинених механічних технологій.
У книзі Павла Дерев'янка «Аркан вовків» (2019) йдеться про альтернативний 1845 рік, де Гетьманщина лишилася незалежною від Московського царства внаслідок втручання товариства козаків-характерників у прийняття Переяславської угоди. Дія її продовження «Тенета війни» (2020) відбувається в 1852 році.
До альтернативної історії належать також фільм «Безславні кріпаки» (2020) — альтернативна біографія Тараса Шевченка, що зустрівся з японським самураєм, і комікс «Воля» (2017-), в якому УНР протистоїть більшовицькій Росії в світі містики та фантастичних технологій.